# آکوس
آکوس یا اوکوس (‎/ˈɔːkəs/‎) یک پیمان امنیتی سه جانبه بین استرالیا، ایالات متحده آمریکا و بریتانیا است.
ایالات متحده و بریتانیا، به استرالیا برای توسعه و استقرار زیردریایی‌های هسته‌ای کمک خواهند کرد و بر حضور نظامی غرب در منطقه اقیانوس آرام می‌افزایند. هر چند اعلامیه مشترک توسط اسکات موریسون، نخست‌وزیر استرالیا، بوریس جانسون، نخست‌وزیر بریتانیا و جو بایدن، رئیس‌جمهور آمریکا از هیچ کشور دیگری نامی نبرد، منابع ناشناس کاخ سفید اعلام کرده‌اند که برای مقابله با نفوذ جمهوری خلق چین (PRC) در منطقه هند-آرام طراحی شده است، مشخصه‌ای که تحلیلگران با آن موافق هستند. این توافقنامه جانشین پیمان آنزوس بین استرالیا، نیوزلند و ایالات متحده است. نیوزلند به دلیل ممنوعیت استفاده از انرژی هسته‌ای «به حاشیه رفت»، اما هیچ اظهارنظر رسمی در این مورد صورت نگرفته است.
این توافقنامه حوزه‌های کلیدی مانند هوش مصنوعی، جنگ سایبری، سیستم‌های زیر آب و قابلیت حملات دوربرد را پوشش می‌دهد. همچنین شامل یک جزء هسته‌ای، احتمالاً محدود به ایالات متحده و بریتانیا، در زیرساخت‌های دفاعی هسته‌ای است.

## واکنش در استرالیا
رهبر مخالفان فدرال، آنتونی آلبانز از حزب کارگر، گفت که حزب او تا زمانی که الزامی برای داشتن صنعت هسته‌ای داخلی غیرنظامی وجود نداشته باشد، از زیردریایی‌های هسته‌ای حمایت می‌کند.

## واکنش بین‌المللی
انتظار می‌رود دولت استرالیا در تاریخ ۱۶ سپتامبر ۲۰۲۱ به نمایندگان دیپلماتیک کشورهای منطقه اطلاع دهد، در حالی که دیدار با مکرون رئیس‌جمهور فرانسه نیز تا شانزدهم به تعویق افتاد.
ژان ایو لودریان، وزیر خارجه فرانسه، این وضعیت را یک «بحران جدی» در روابط توصیف کرد و گفت: «این واقعیت که برای اولین بار در تاریخ روابط آمریکا و فرانسه سفیر خود را برای مشاوره فرا می‌خوانیم، یک اقدام جدی سیاسی است که عمق بحران موجود میان کشورهای ما را نشان می‌دهد.»